# Cerasela Patrascu
Cerasela Patrascu (Rumania, 23 de diciembre de 1992) es una gimnasta artística rumana, medallista de bronce del mundo en 2007 en el concurso por equipos.

## Carrera deportiva
En el Mundial de Stuttgart 2007 gana el bronce en la competición por equipos; Rumania quedó tras Estados Unidos y China, siendo sus compañeras de equipo: Sandra Izbașa, Catalina Ponor, Daniela Druncea, Steliana Nistor y Andreea Grigore.